# Diademnemertin
Diademnemertin (Tetrastemma coronatum) är en djurart som tillhör fylumet slemmaskar, och som först beskrevs av Jean Louis Armand de Quatrefages de Bréau 1846. Enligt Catalogue of Life ingår Diademnemertin i släktet Tetrastemma och familjen Tetrastemmatidae, men enligt Dyntaxa är tillhörigheten istället släktet Tetrastemma, och ordningen Hoplonemertea. Arten är reproducerande i Sverige. Inga underarter finns listade i Catalogue of Life.